# Veículo de lançamento superpesado
Veículo de lançamento superpesado (em inglês:  super heavy-lift launch vehicle) (SHLLV), é um veículo de lançamento capaz de levantar mais de 50 toneladas (pela classificação da NASA) ou 100 toneladas (pela classificação soviética/russa) de carga útil em órbita terrestre baixa (LEO), mais do que um veículo de lançamento pesado.
Apenas dois veículos de lançamento superpesados alcançaram a órbita carregando uma carga útil de classe superpesada de mais de 50 t, Saturn V (1967–1973) e o Energia (1987–1988), enquanto um veículo de lançamento superpesado está atualmente operacional, Falcon Heavy (2018 - presente), mas ainda não transportou uma carga útil de >50 t para a órbita. Dois veículos de lançamento superpesados estão em desenvolvimento: SpaceX Starship e o da NASA Space Launch System.

## Veículos

### Aposentados
- O Saturn V foi um veículo de lançamento da NASA que fez 12 lançamentos orbitais entre 1967 e 1973, principalmente para o programa Apollo até 1972. A carga útil lunar Apollo incluiu um módulo de comando, módulo de serviço e o Módulo Lunar Apollo, com uma massa total de 45 t.[4][5] Quando o terceiro estágio e o combustível de partida da órbita terrestre foram incluídos, o Saturn V realmente colocou aproximadamente 140 t na órbita terrestre baixa (LEO).[6] O lançamento final do Saturn V em 1973 colocou o Skylab, uma carga útil de 77.111 kg, em LEO.
- O Energia foi um veículo de lançamento projetado pela União Soviética para lançar até 105 t na órbita terrestre baixa (LEO).[7] O Energia foi lançada duas vezes em 1987 e 1988, antes do programa ser cancelado pelo sucessor do governo russo na União Soviética, mas apenas a carga útil do segundo lançamento entrou em órbita. No primeiro lançamento, lançando a plataforma de armas Polyus (aproximadamente 80 t), o veículo não conseguiu entrar em órbita devido a um erro de software no estágio de lançamento.[7] O segundo lançamento lançou com sucesso o orbitador Buran.[8]

O ônibus espacial da NASA diferia dos foguetes tradicionais porque o orbitador era essencialmente um estágio reutilizável que transportava carga internamente. O objetivo do Buran era ser uma cópia reutilizável do Orbitador da NASA, mas não um estágio de foguete, pois não tinha motores de foguete (exceto para manobras em órbita). Dependia inteiramente do lançador descartável do Energia para chegar à órbita.

### Operacional
- O Falcon Heavy está classificado para lançar 63.8 t para a órbita terrestre baixa (LEO) em uma configuração totalmente descartável e uma estimativa de 57 t em uma configuração parcialmente reutilizável, na qual apenas dois de seus três foguetes auxiliares são recuperados.[9][10][a] Em setembro de 2020, a última configuração está planejada para ser lançada no início de 2021, mas com uma carga útil muito menor sendo lançada para a órbita geoestacionária. O primeiro lançamento de teste ocorreu em 6 de fevereiro de 2018, em uma configuração na qual a recuperação de todos os três propulsores foi tentada, com o Tesla Roadster do Elon Musk de 1.250 kg enviado para uma órbita além de Marte.[12][13] Um segundo e um terceiro lançamentos lançaram cargas úteis de 6.465 kg[14] e 3.700 kg.[15]

## Comparação
| Foguete        | Configuração                               | Organização      | Nacionalidade   | Carga útil (LEO) | Voo orbital inaugural | Primeira carga útil >50 t | Operacional                                           | Reutilizável  | Custo de lançamento                         | Custo de lançamento (milhões de US$, 2020) |
| -------------- | ------------------------------------------ | ---------------- | --------------- | ---------------- | --------------------- | ------------------------- | ----------------------------------------------------- | ------------- | ------------------------------------------- | ------------------------------------------ |
| Saturn V       | Apollo/Skylab                              | NASA             | Estados Unidos  | 140 tA           | 1967                  | 1967                      | Aposentado                                            | Não           | US$1.23 bilhão (2019)                       | US$1.245                                   |
| N1             | L3                                         | OKB-1            | União Soviética | 95 t             | Nenhuma               | Nenhuma                   | Falhou                                                | Não           | 3 bilhões rublos (1971)                     | US$17.254                                  |
| Energia        |                                            | NPO Energia      | União Soviética | 100 tC           | 1987                  | 1987                      | Carga útil cancelada                                  | Não           | US$764 milhões (1985)                       | US$1.838                                   |
| Falcon Heavy   | DescartávelD                               | SpaceX           | Estados Unidos  | 63.8 t           | Ainda nãoD            | Ainda não                 | Operacional, mas em massa e configuração não testadaD | Não           | US$150 milhões (2018)                       | US$154                                     |
| Falcon Heavy   | Foguetes auxiliares laterais recuperáveisE | SpaceX           | Estados Unidos  | 57 t             | 2021 (planejado)D     | Ainda não                 | Operacional, mas em massa e configuração não testadaD | ParcialmenteE | US$90 milhões (2018)                        | US$92                                      |
| Starship       | Super Heavy                                | SpaceX           | Estados Unidos  | 150 tF           | 2021 (planejado)      | —                         | Em desenvolvimento                                    | Completamente | US$2 milhões (aspiracional)                 | US$2 (aspiracional)                        |
| SLS            | Block 1                                    | NASA             | Estados Unidos  | 95 t             | 2022 (planejado)      | —                         | Em desenvolvimento                                    | Não           | US$500 milhões (2019) a US$2 bilhões (2019) | US$506 a US$2.025                          |
| SLS            | Block 1B                                   | NASA             | Estados Unidos  | 105 t            | ASA                   | —                         | Em desenvolvimento                                    | Não           | Desconhecido                                | Desconhecido                               |
| SLS            | Block 2                                    | NASA             | Estados Unidos  | 130 t            | ASA                   | —                         | Em desenvolvimento                                    | Não           | Desconhecido                                | Desconhecido                               |
| Foguete 921    | Foguete 921                                | CALT             | China           | 70 t             | 2025 (planejado)      | —                         | Em desenvolvimento                                    | Não           | Desconhecido                                | Desconhecido                               |
| Longa Marcha 9 | Longa Marcha 9                             | CALT             | China           | 140 t            | 2030 (planejado)      | —                         | Em desenvolvimento                                    | Não           | Desconhecido                                | Desconhecido                               |
| Yenisei        | Yenisei                                    | JSC SRC Progress | Rússia          | 103 t            | 2028 (planejado)      | —                         | Em desenvolvimento                                    | Não           | Desconhecido                                | Desconhecido                               |
| Yenisei        | Don                                        | JSC SRC Progress | Rússia          | 130 t            | 2030 (planejado)      | —                         | Em desenvolvimento                                    | Não           | Desconhecido                                | Desconhecido                               |

↑A  Inclui massa de módulos de comando e serviço Apollo, Módulo Lunar Apollo, Adaptador de espaçonave/LM, Unidade de instrumento Saturn V, estágio S-IVB, e propulsor para injeção translunar; massa de carga útil para LEO é sobre 122.4 t.

↑C  Estágio superior necessário ou carga útil para realizar a inserção orbital final.

↑D  O Falcon Heavy voou apenas em uma configuração em que todos os três foguetes auxiliares devem ser recuperados, o que tem um limite de carga útil teórico de cerca de 45 toneladas; o primeiro lançamento em uma configuração onde um foguete auxiliar é deliberadamente descartado está planejado para julho de 2021.

↑E  Foguetes auxiliares laterais recuperáveis e o foguete auxiliar central descartado intencionalmente. A primeira reutilização dos foguetes auxiliares laterais foi demonstrada em 2019, quando os usados no lançamento Arabsat 6A foram reutilizados no lançamento do STP-2.

↑F  Não inclui massa seca de espaçonave.

## Projetos propostos

### Propostas chinesas
Longa Marcha 9, um foguete de 140 t para LEO foi proposto em 2018 pela China, com planos de lançar o foguete até 2028. O comprimento da Longa Marcha 9 ultrapassará 90 metros, e o foguete teria um estágio central com um diâmetro de 10 metros. Espera-se que o Longa Marcha 9 carregue uma carga útil de 140 toneladas na órbita terrestre baixa, com uma capacidade de 50 toneladas para a órbita de transferência Terra-Lua.

### Propostas indianas
Na Índia, houve várias menções sobre o conceito de vários projetos e configurações de foguetes pesados e superpesados, capazes de colocar 50 a 100 toneladas em LEO e 20 a 35 toneladas em GTO em várias apresentações de funcionários da ISRO que foram estudados entre as décadas de 2000 e 2010, principalmente especulado para ser uma variante do Unified Launch Vehicle movido por motores SCE-200 agrupados, atualmente em desenvolvimento. A ISRO confirmou que está conduzindo uma pesquisa preliminar para o desenvolvimento de um veículo de lançamento superpesado que está planejado para ter uma capacidade de elevação de mais de 50-60 toneladas (presumivelmente em LEO).

### Propostas russas
Yenisei, um veículo de lançamento superpesado usando componentes existentes em vez de empurrar o projeto menos poderoso Angara A5V, foi proposto pela RSC Energia da Rússia em agosto de 2016.
Uma revitalização dos foguetes auxiliares da Energia também foi proposta em 2016, também para evitar empurrar o projeto Angara. Se desenvolvido, este veículo poderia permitir à Rússia lançar missões para estabelecer uma base lunar permanente com logística mais simples, lançando apenas um ou dois foguetes superpesados de 80 a 160 toneladas em vez de quatro Angara A5V de 40 toneladas, implicando em lançamentos de sequência rápida e vários encontros em órbita. Em fevereiro de 2018, o projeto do КРК СТК (complexo de foguetes espaciais da classe superpesada) foi atualizado para erguer pelo menos 90 toneladas para LEO e 20 toneladas para a órbita polar lunar, e para ser lançado do Cosmódromo de Vostochny. O primeiro lançamento está programado para 2028, com pousos na Lua começando em 2030.Predefinição:Update after

### Propostas dos Estados Unidos
O Space Launch System (SLS) é um veículo de lançamento descartável superpesado do governo dos Estados Unidos, que está sendo desenvolvido pela NASA em um programa bem financiado há quase uma década, e atualmente está programado para fazer seu primeiro lançamento em 4 de novembro de 2021. Em 2020, está programado para ser o principal veículo de lançamento para os planos de exploração do espaço profundo da NASA, incluindo os lançamentos lunares tripulados planejados do Programa Artemis e uma possível missão humana subsequente a Marte na década de 2030.
O sistema SpaceX Starship é um veículo de lançamento totalmente reutilizável de dois estágios para órbita, desenvolvido de forma privada pela SpaceX, consistindo no foguete auxiliar Super Heavy como o primeiro estágio e um segundo estágio, também chamado de Starship. Ele foi projetado para ser uma espaçonave de longa duração para transporte de passageiros e carga. O teste do segundo estágio está em andamento, e um teste orbital do foguete completo está planejado para não antes de setembro de 2021.
A Blue Origin tem planos para um projeto após seu foguete New Glenn, denominado New Armstrong, que algumas fontes da mídia especularam que será um veículo de lançamento maior.

## Projetos cancelados

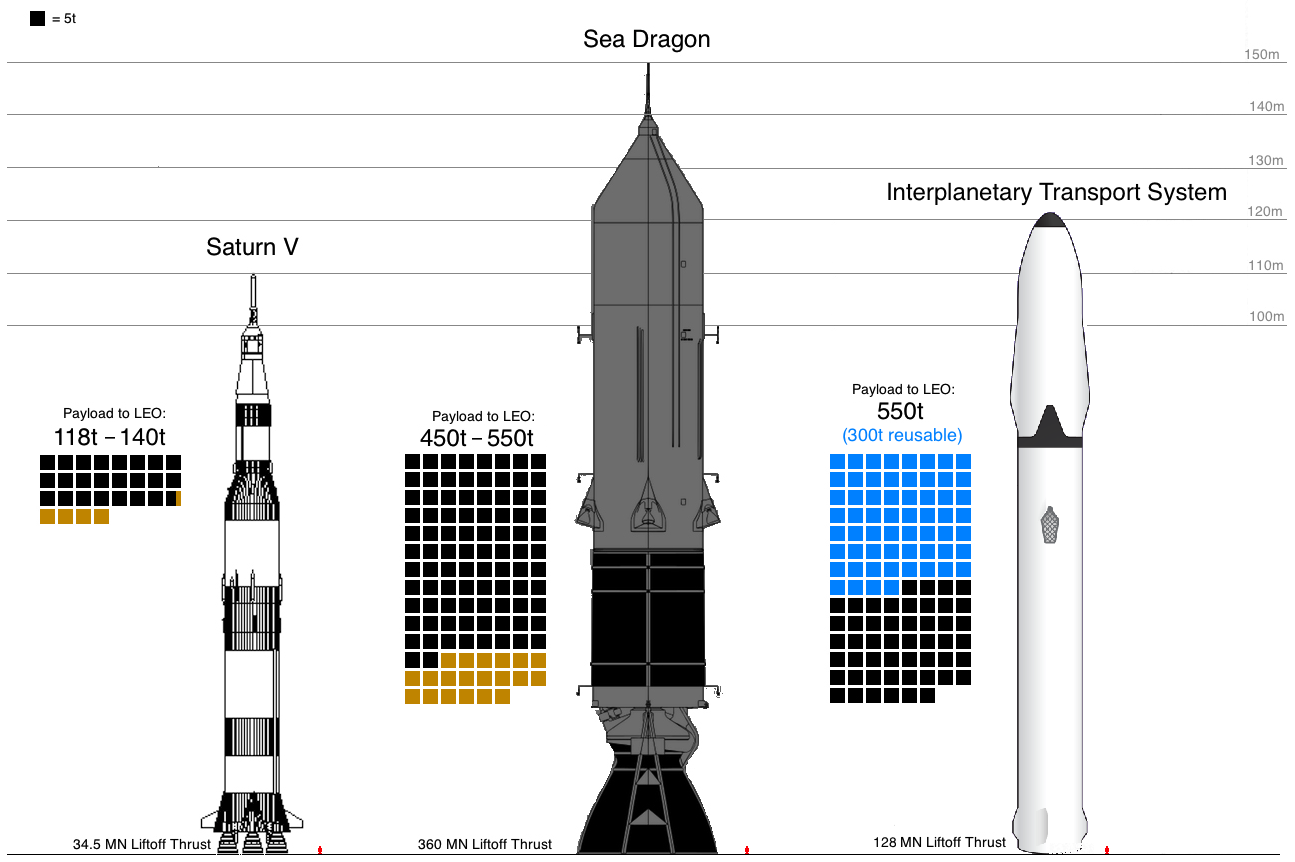
Comparação do Saturn V, Sea Dragon e Sistema de Transporte Interplanetário

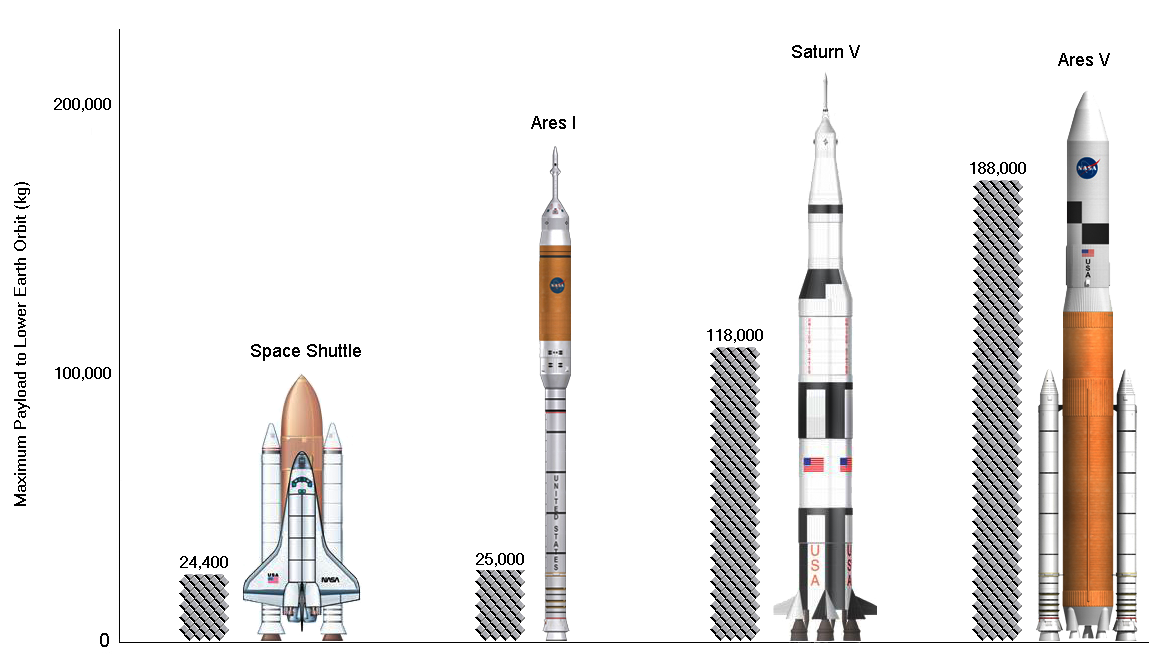
Comparação do ônibus espacial, Ares I, Saturn V e Ares V

Numerosos veículos de lançamento superpesado foram propostos e receberam vários níveis de desenvolvimento antes de seu cancelamento.
Como parte do projeto lunar tripulado soviético para competir com a Apollo/Saturn V, o foguete N1 foi secretamente projetado com uma capacidade de carga de 95 toneladas. Quatro veículos de teste foram lançados de 1969 a 1972, mas todos falharam logo após a decolagem. O programa foi suspenso em maio de 1974 e cancelado formalmente em março de 1976. O conceito de design do foguete soviético UR-700 competiu com o N1, mas nunca foi desenvolvido. No conceito, deveria ter uma capacidade de carga útil de até 151 t para a órbita terrestre baixa.
Durante o projeto Aelita (1969-1972), os soviéticos estavam desenvolvendo uma maneira de vencer os estadounidenses até em Marte. Eles projetaram o UR-700m, uma variante nuclear do UR-700, para montar a espaçonave MK-700 de 1.400 t em órbita terrestre em dois lançamentos. O foguete teria uma capacidade de carga útil de 750 t. O único Foguete Universal a passar da fase de projeto foi o UR-500, enquanto o N1 foi selecionado para ser o HLV soviético para missões lunares e marcianas.
O General Dynamics Nexus foi proposto na década de 1960 como um sucessor totalmente reutilizável do foguete Saturn V, tendo a capacidade de transportar até 450-910 t para a órbita.
O UR-900, proposto em 1969, teria uma capacidade de carga útil de 240 t em órbita terrestre baixa. Nunca saiu da prancheta.
A família estadounidense de foguetes Saturn MLV foi proposta em 1965 pela NASA como sucessora do foguete Saturn V. Teria sido capaz de transportar até 160.880 t para a órbita terrestre baixa. Os projetos do Nova também foram estudados pela NASA antes de a agência escolher o Saturn V no início da década de 1960.
Com base nas recomendações do relatório de síntese de Stafford, o First Lunar Outpost (FLO) teria contado com um enorme veículo de lançamento derivado de Saturn conhecido como Comet HLLV. O Comet teria sido capaz de injetar 230.8 t na órbita terrestre baixa e 88.5 t em um TLI, tornando-o um dos veículos mais capazes já projetados. O FLO foi cancelado durante o processo de design junto com o resto da Space Exploration Initiative.
O Ares V dos Estados Unidos para o Programa Constellation pretendia reutilizar muitos elementos do programa do ônibus espacial, tanto no solo quanto no hardware de voo, para economizar custos. O Ares V foi projetado para transportar 188 t e foi cancelado em 2010.
O Veículo de lançamento pesado derivado de Ônibus Espacial ("HLV") foi uma proposta alternativa de veículo de lançamento de levantamento superpesado para o programa Constellation da NASA, proposto em 2009.
Uma proposta de projeto de 1962, Sea Dragon, previa um enorme foguete lançado pelo mar de 150 m de altura, capaz de elevar 550 t à órbita terrestre baixa. Embora a engenharia preliminar do projeto tenha sido feita pela TRW Inc., o projeto nunca avançou devido ao fechamento da Seção de Projetos Futuros da NASA.
O Rus-M foi proposto como uma família russa de lançadores cujo desenvolvimento começou em 2009. Ele teria duas variantes superpesadas: uma capaz de levantar 50-60 toneladas e outra capaz de levantar 130-150 toneladas.
O Sistema de Transporte Interplanetário da SpaceX foi um conceito de veículo de lançamento de 12 m de diâmetro lançado em 2016. A capacidade de carga útil era de 550 t em uma configuração descartável ou 300 t em uma configuração reutilizável. Em 2017, os 12 m evoluíram para um conceito de Big Falcon Rocket com 9 m de diâmetro, que foi renomeado como SpaceX Starship.